# NGC 1067
NGC 1067 ist eine Balken-Spiralgalaxie vom Hubble-Typ SBc im Sternbild Dreieck am Nordsternhimmel. Sie ist schätzungsweise 207 Millionen Lichtjahre von der Milchstraße entfernt und hat einen Durchmesser von etwa 65.000 Lj.
Im selben Himmelsareal befinden sich noch NGC 1062 und PGC 10331.
Das Objekt wurde am 22. November 1827 von dem britischen Astronomen John Herschel entdeckt.